# McKinleyville, Kalifornien
McKinleyville är en ort (CDP) i Humboldt County, i delstaten Kalifornien, USA. Enligt United States Census Bureau har orten en folkmängd på 15 177 invånare (2010) och en landarea på 53,9 km².